# Anthocerotales
Las Anthocerotales   son un orden botánico de briófitas o plantas no vasculares, comprendidas en la  división Anthocerotophyta.

## Familias y géneros
- Anthocerotaceae
  - Anthoceros
  - Sphaerosporoceros
- Foliocerotaceae
  - Folioceros